# Bojan Krkić i Pérez
Bojan Krkić i Pérez (en serbi ciríl·lic: Бојан Кркић Перес) (Linyola, 28 d'agost de 1990) esportivament conegut com a Bojan, és un exfutbolista professional català, de pare serbi. Va ser internacional amb la selecció catalana i també amb la selecció espanyola.

## Biografia
Bojan Krkic Pérez va néixer a Linyola (Pla d'Urgell) el 28 d'agost de 1990. El seu pare, també Bojan i de nacionalitat sèrbia, va arribar a Catalunya dos anys abans del naixement de Bojan, per jugar a la segona divisió, a les acaballes de la seva carrera. Havia jugat a l'Estrella Roja i l'OFK de Belgrad i fitxat pel CFJ Mollerussa, el 88, que acabava de pujar a segona divisió. Internacional Sots-21 (8), Olímpic (4) i amb la selecció absoluta (1) sèrbia. A la seva retirada el 1989 va obrir una escola de futbolistes professionals i anys més tard (1997) va signar pel Barça, com a observador de talents a partir de 4 anys dels mercats futbolístics francès i italià.

Van ser Oriol Tort i Joan Martínez-Vilaseca qui van descobrir el jove crac, que somia ser professor d'INEFC i que va debutar com a futbolista a l'edat de 4 anys, sempre animat pel seu pare, que a més li fa de representant. Cal destacar aquestes paraules que demostren que toca de peus a terra: 
| «       | M'agradaria arribar, com a tothom que juga a futbol, però cal anar pas a pas. Ara com ara marco gols, però és perquè estic en un bon equip sense el qual no podria fer res. Em falta molt per aprendre. | » |
| — Bojan | |   |

 La seva mitjana realitzadora a les categories inferiors fou de 3,5 gols per partit, arribant a 423 'dianes' comptant des de la seva etapa com a benjamí. Els seus ídols són Patrick Kluivert i Carles Puyol.
En l'àmbit futbolístic, Bojan és davanter que ha batut tots els rècords de gols marcats en les categories inferiors del Barça. Ha marcat centenars de gols, té una mitjana de més de 3 gols per partit en tots els equips de les diferents categories per les quals ha passat. És un jugador que destaca per l'instint golejador, pel seu punt d'honor, per no donar una pilota per perduda i per la dificultat que causa als rivals si proven de frenar-lo quan va corrent.
Va arribar al Barça després que el seu pare, observador del club, el recomanés a la Secretaria tècnica. Després de jugar a les categories inferiors, debutà amb el FC Barcelona B ja iniciada la temporada 2006-2007 (va jugar-hi 15 partits i va marcar 9 gols) i pujà definitivament al primer equip la temporada 2007-2008.
La temporada 2007-2008 fou pujat al primer equip del Barça. Aquell mateix any també formà part de la selecció espanyola sub-17 als seus setze anys i participà en el Campionat del Món celebrat a Corea del Sud, on Espanya quedà segona darrere Nigèria i on ell rebé la Pilota de Bronze com a 3r millor jugador del campionat. En aquell moment, ell i el jugador mexicà Giovani Dos Santos foren considerats les grans estrelles emergents del planter blaugrana per a les temporades vinents.
El dia 24 d'abril de 2007 va debutar amb el primer equip del FC Barcelona en un partit amistós contra l'Al-Ahly El Caire per a celebrar el centenari de l'equip egipci, on va marcar el segon gol del partit.
El dia 16 de setembre de 2007 va debutar en partit oficial amb el primer equip del FC Barcelona en un partit de Lliga contra l'Osasuna a l'Estadi Reyno de Navarra que va acabar en empat a zero gols. Amb només disset anys i dinou dies, és el tercer jugador més jove que debuta en el primer equip del FC Barcelona en partit oficial.

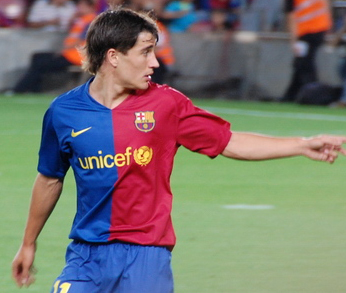
Bojan Krkić al Trofeu Joan Gamper (2008).

El primer gol de Bojan Krkic a primera divisió va ser el 21 d'octubre del 2007 en el camp del Vila-real CF, en el seu debut com a titular.
El 19 de setembre del 2007, va debutar amb el Barça a la Lliga de Campions de la UEFA contra l'Olympique de Lió, i va esdevenir el jugador més jove de la història (disset anys i vint-i-dos dies) en jugar en aquesta competició, superant d'aquesta manera el ghanès Peter Oforiquaye.
Va marcar el seu primer gol al Camp Nou el dia 24 de novembre del 2007 i en la màxima competició internacional de clubs, la prestigiosa Lliga de Campions, l'1 d'abril del 2008 al camp de l'equip alemany del Schalke 04, el Veltins-Arena de Gelsenkirchen, convertint-se en el segon més jove de tota la història de la competició a fer-ho, per darrere Peter Oforiquaye.
El dia 28 d'agost del 2008, en fer divuit anys, signà el seu primer contracte professional amb el FC Barcelona, de cinc anys de durada i amb una clàusula de rescissió de 80 milions d'euros.
El 28 d'agost de 2009 fou suplent en el partit de la Supercopa d'Europa que enfrontà el Barça contra l'FC Xakhtar Donetsk, que l'equip blaugrana guanyà per 1 a 0 en la pròrroga.
El 19 de març de 2011, amb 20 anys i 202 dies, va jugar el seu partit número 100 a Primera Divisió davant del Getafe CF, i es va convertir així en el jugador més jove en la història del Barça en arribar a aquesta xifra, i el tercer en la història de la lliga, només per darrere de Raúl González i de Joseba Etxeberria. Coincidint amb l'efemèride, va marcar el seu 25è gol a la màxima categoria.
Després de diverses setmanes en què s'especulava sobre la seva sortida del club, vinculada sobretot al possible fitxatge d'Alexis Sánchez pel Barça, el dia 22 de juny de 2011, i després que s'oficialitzés l'alta de Sánchez, el Futbol Club Barcelona oficialitzà el traspàs del davanter de Linyola al club italià AS Roma, on va signar per les següents tres temporades. El primer any estigué a les ordres del tècnic asturià Luis Enrique Martínez. El club català ingressà 12 milions d'euros per la venda de Bojan, amb un contracte amb una clàusula de recompra obligatòria: el Barça hauria de recomprar el jugador, el 2014, per 13 milions d'euros, llevat que el club italià el volgués retenir, cas en què hagués hagut de pagar 28 milions addicionals.
El juliol de 2014 Bojan fou traspassat a l'Stoke City anglès, club on jugava Marc Muniesa, i amb el qual signà un contracte per quatre anys. El 29 de juliol es va estrenar en el seu primer partit amb el seu nou equip marcant un gol.
El febrer de 2017 Bojan marxa cedit al FSV Mainz 05, de la Bundesliga.
L'agost del mateix any es confirma el retorn de Bojan a la Lliga espanyola amb la seva cessió a l'Alavés. S'esperava que fos el pilar del club vitorià, però les oportunitats pel jugador van ser escasses i es va posar fi a la seva cessió. El de Linyola va passar a ser altre cop jugador de l'Stoke City fins a l'agost del 2019.
Els anys 2019 i 2020 va jugar al Montreal Impact, club de la Major League Soccer.
Les temporades 2021 i 2022 va jugar al Vissel Kobe amb una participació marcada per les lesions.
El 23 de març del 2023, a 32 anys, va anunciar la seva retirada com a futbolista professional.

## Internacional

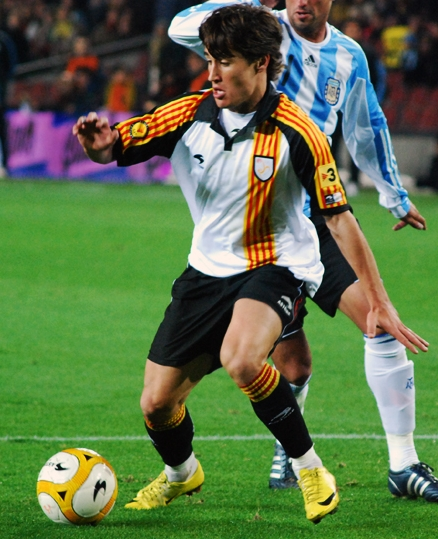
Bojan al Catalunya-Argentina de 2009.

### Catalunya
Krkić s'estrenà com a jugador de la selecció catalana en el partit contra el País Basc, disputat el 29 de desembre del 2007 a Bilbao.
El 30 de desembre de 2011 va disputar amb la selecció catalana el Trofeu Catalunya Internacional 2011,  contra la selecció de Tunísia, un partit disputat a l'Estadi Olímpic Lluís Companys, que va acabar en empat a 0.
El 3 de gener de 2013 va disputar amb la selecció catalana el Trofeu Catalunya Internacional 2012,  contra la selecció de Nigèria, un partit disputat a l'Estadi de Cornellà-El Prat, que va acabar en empat a 1.
El 30 de desembre de 2013 va disputar amb la selecció catalana el Trofeu Catalunya Internacional 2013, un partit contra la selecció de Cap Verd, un partit disputat a l'Estadi Olímpic Lluís Companys de Barcelona, que va acabar amb victòria de la selecció catalana per 4 gols a 1.
El 25 de març de 2019 va disputar amb la selecció catalana el partit contra Veneçuela, que va acabar amb victòria catalana per 2 a 1, a Montilivi.
El 29 de maig de 2024 en ocasió del partit Catalunya - Panamà, la Federació Catalana de Futbol el va homenatjar conjuntament amb Sergio García. Bojan és el segon màxim golejador històric de la selecció amb 7 gols en 8 partits disputats. Com a reconeixement per la seva dedicació i compromís amb la selecció catalana, tots dos jugadors van rebre una samarreta emmarcada amb el lema “Gràcies per ser-hi sempre”.

### Espanya
El juny de 2011 formà part de la selecció espanyola de futbol sub-21 que va guanyar el Campionat d'Europa de futbol sub-21 de 2011, celebrat a Dinamarca.
Bojan va ser convocat per primer cop amb la selecció espanyola absoluta per jugar un partit contra la selecció francesa, però no va poder debutar per culpa d'una gastroenteritis.

## Palmarès
FC Barcelona
- 1 Campionat del Món de Clubs (2009)
- 1 Supercopa d'Europa (2009).[3]
- 2 Lligues de Campions (2008-09, 2010-11)
- 1 Copa del Rei (2008-09)
- 3 Lligues espanyoles (2008-09, 2009-10, 2010-11)
- 2 Supercopes d'Espanya (2009, 2010)

AFC Ajax
- 1 Eredivisie (2013-14)
- 1 Supercopa neerlandesa (2013)

Montreal Impact
- 1 Campionat canadenc (2019)

Selecció espanyola
- 1 Campionat d'Europa sub-21 (2011)
- 1 Campionat d'Europa sub-17 (2007)

### Individual
- Màxim golejador del Campionat d'Europa sub-17 (2006) (5 gols)
- Jugador d'or del Campionat d'Europa sub-17 (2007)
- Pilota de bronze de la Copa del Món sub-17 (2007)
- Bota de bronze de la Copa del Món sub-17 (2007) (5 gols)
- Premi Don Balón com a jugador revelació de la Lliga espanyola (2007-08)

## Estadístiques
A 2 de setembre de 2020.
| FC Barcelona B Catalunya | 2.ªB          | 2006-07       | 22  | 10 | —  | —  | —  | — | 22  | 10 |
| FC Barcelona B Catalunya | Total club    | Total club    | 22  | 10 | —  | —  | —  | — | 22  | 10 |
| FC Barcelona Catalunya | 1a            | 2007-08       | 31  | 10 | 8  | 1  | 9  | 1 | 48  | 12 |
| FC Barcelona Catalunya | 1a            | 2008-09       | 23  | 2  | 9  | 5  | 10 | 3 | 42  | 10 |
| FC Barcelona Catalunya | 1a            | 2009-10       | 23  | 8  | 6  | 3  | 7  | 1 | 36  | 12 |
| FC Barcelona Catalunya | 1a            | 2010-11       | 27  | 6  | 7  | 1  | 3  | 0 | 37  | 7  |
| FC Barcelona Catalunya | Total club    | Total club    | 104 | 26 | 30 | 10 | 29 | 5 | 163 | 41 |
| A. S. Roma Itàlia | 1a            | 2011-12       | 33  | 7  | 2  | 0  | 2  | 0 | 37  | 7  |
| A. S. Roma Itàlia | Total club    | Total club    | 33  | 7  | 2  | 0  | 2  | 0 | 37  | 7  |
| AC Milan Itàlia | 1a            | 2012-13       | 19  | 3  | 2  | 0  | 6  | 0 | 27  | 3  |
| AC Milan Itàlia | Total club    | Total club    | 19  | 3  | 2  | 0  | 6  | 0 | 27  | 3  |
| Ajax d'Amsterdam Països Baixos | 1a            | 2013-14       | 24  | 4  | 4  | 1  | 4  | 0 | 32  | 5  |
| Ajax d'Amsterdam Països Baixos | Total club    | Total club    | 24  | 4  | 4  | 1  | 4  | 0 | 32  | 5  |
| Stoke City FC Anglaterra | 1a            | 2014-15       | 16  | 4  | 2  | 1  | —  | — | 18  | 5  |
| Stoke City FC Anglaterra | 1a            | 2015-16       | 27  | 7  | 4  | 0  | —  | — | 31  | 7  |
| Stoke City FC Anglaterra | 1a            | 2016-17       | 9   | 3  | 2  | 0  | —  | — | 11  | 3  |
| Stoke City FC Anglaterra | 1a            | 2017-18       | 1   | 0  | 1  | 0  | —  | — | 2   | 0  |
| Stoke City FC Anglaterra | 2.ª           | 2018-19       | 21  | 1  | 2  | 0  | —  | — | 23  | 1  |
| Stoke City FC Anglaterra | Total club    | Total club    | 74  | 15 | 11 | 1  | —  | — | 85  | 16 |
| Mainz 05 Alemanya | 1a            | 2016-17       | 11  | 1  | 0  | 0  | —  | — | 11  | 1  |
| Mainz 05 Alemanya | Total club    | Total club    | 11  | 1  | 0  | 0  | 0  | 0 | 11  | 1  |
| Deportivo Alavés Espanya | 1a            | 2017-18       | 13  | 0  | 2  | 1  | —  | — | 15  | 1  |
| Deportivo Alavés Espanya | Total club    | Total club    | 13  | 0  | 2  | 1  | —  | — | 15  | 1  |
| Montreal Impact Canadà | 1a            | 2019          | 8   | 3  | 2  | 0  | —  | — | 10  | 3  |
| Montreal Impact Canadà | 1a            | 2020          | 6   | 0  | 0  | 0  | 2  | 0 | 8   | 0  |
| Montreal Impact Canadà | Total club    | Total club    | 14  | 3  | 2  | 0  | 2  | 0 | 18  | 3  |
| Total carrera | Total carrera | Total carrera | 314 | 69 | 53 | 13 | 43 | 5 | 410 | 87 |
| (1) Inclou dades de la Copa del Rei, Supercopa d'Espanya, Copa Italiana, Supercopa Neerlandesa, Copa Neerlandesa, Copa de la Lliga de Inglaterra, FA Cup i Campionat Canadenc de Futbol.(2) Inclou dades de la Lliga de Campions, Lliga Europea, Mundial de Clubs, Supercopa d'Europa i Lliga de Campions de la CONCACAF. |               |               |     |    |    |    |    |   |     |    |